# واودنکورت، موس
واودنکورت، موس (به فرانسوی: Vaudoncourt, Meuse) یک کامین در فرانسه است که در Canton of Spincourt واقع شده‌است.

## خصوصیات
واودنکورت ۶٫۱۸ کیلومترمربع مساحت و ۷۶ نفر جمعیت دارد و ۲۴۰ متر بالاتر از سطح دریا واقع شده‌است.